# میناس آوتیسیان
میناس آوتیسیان (به ارمنی: Մինաս Ավետիսյան) (به انگلیسی: Minas Avetisyan) (زاده ۲۰ ژوئیه۱۹۲۸-در گذشت ۲۴ فوریه ۱۹۷۵) از نقاشان بنام نیمه دوم قرن بیستم ارمنستان است.

## زندگی‌نامه
میناس کاراپتی آوتیسیان (ارمنی: Մինաս Կարապետի Ավետիսյան) در ۲۰ ژوئیه ۱۹۲۸ در روستای جاجور ارمنستان زاده شد. او یکی ار چهره‌های شاخص هنرهای تجسمی نیمه دوم قرن بیستم ارمنستان محسوب می‌شود. مادرش سوفو دختر کشیشی از اهالی قارص بود و پدرش کاراپت از اهالی شهر موش بود. او از دوران نوجوانی مجذوب آثار ماردیروس ساریان شد و در سن ۱۸ سالگی برای اولین بار این نقاش را ملاقات نمود. نقاشی مینیاتور ارمنی و هنر دوران رنسانس ایتالیا نقش مهی در به ثمر رساندن ذوق و استعداد هنری او داشته‌اند.

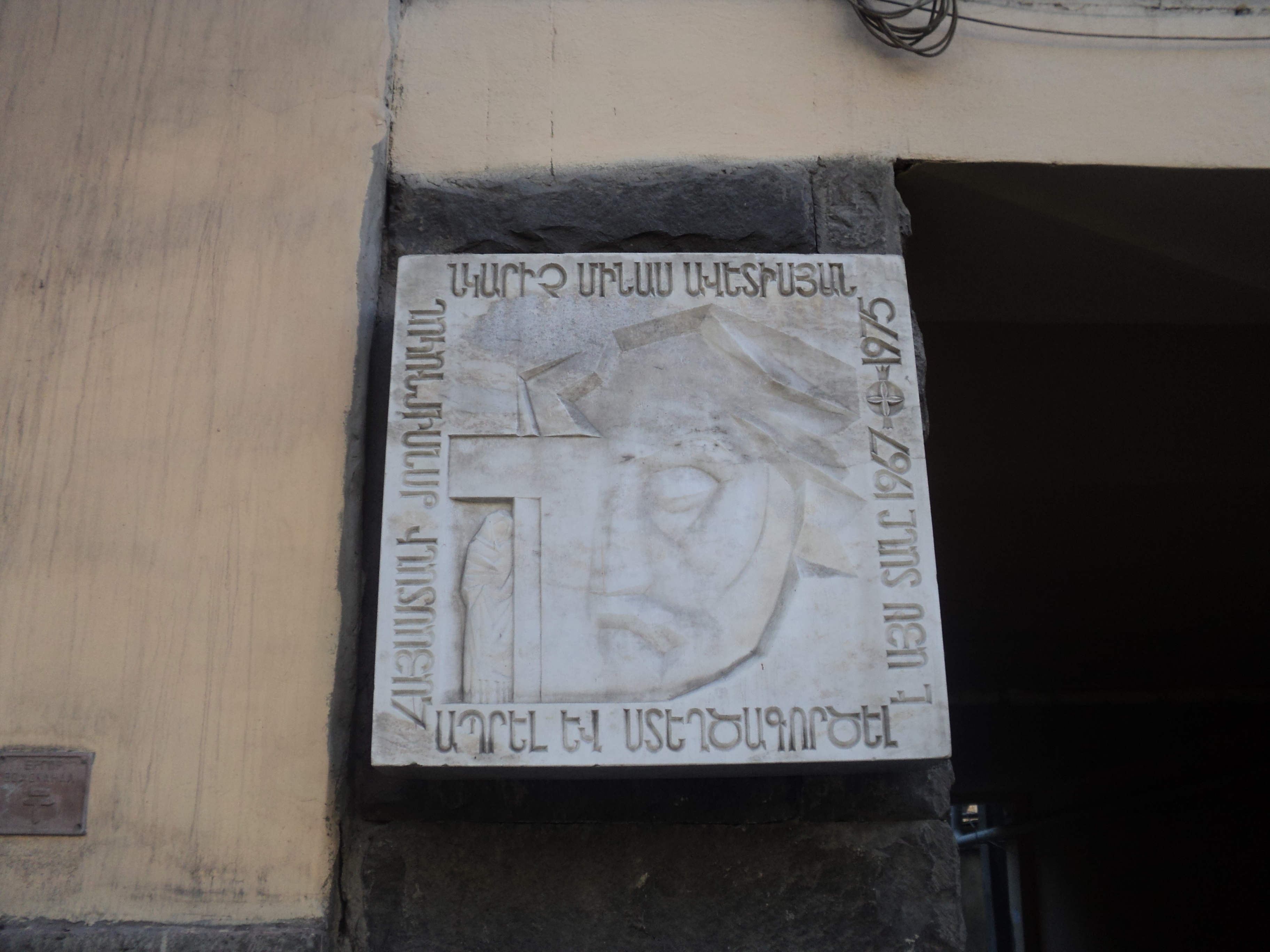

دهکدهٔ جاجور با داشتن آکادمی هنری معروف (رپین) وبا گذشتهٔ فرهنگی درخشان خود نقش بسیار مهمی در به ثمر رساندن استعداد هنری او داشت.
آوتیسیان همواره از اساتید خود «جوهانسن» (به انگلیسی: Johannson)، «زایتسف» (به انگلیسی: Zaitsev) و خودیاکف (به انگلیسی: Khudiakov) با قدردانی سخن گفته‌است این اساتید هیچ‌گاه او را از ابراز خلاقیت هنری و حس طبیعی بیانگری در کارهایش بازنداشتند. بعد از اتمام دوران آکادمی هنری شهر جاجور او به شهرهای مختلف ارمنستان سفر کرد و به مطالعهٔ آثار تاریخی و نقاشی‌های مینیاتور پرداخت.
آوتیسیان خود را به عنوان یک نقاش منحصر به فرد در نمایشگاهی با عنوان ""نمایشگاه پنج نقاش "" (به ارمنی: Հինգի ցուցահանդես) که با شرکت پنج تن از نقاشان نوگرا در سال ۱۹۶۲ در شهر ایروان برگزار گردید متجلی ساخت. در این نمایشگاه بسیاری از هنرمندان و کارشناسان هنری کار او را ستودند و از جمله نقاش فرانسوی "جین لورکات" او را همتراز با بهترین نقاشان فرانسوی دانست.
آوتیسیان از سویی به شیوهٔ نقاشی سنتی وفادار بود و از سویی دیگر او را نمی‌توان مقلد محض سبک‌های سنتی دانست او در رنگ‌های طنین انداز و روشن، آرایش ریتمیک خطوط، کیفیت ایستا نمایشی، نبود پرسپکتیو و هماهنگی در تنش‌های تصویری کارهای مینیاتور، متوجه شیوه بیانگری آزادی شد که الهام بخش او در به ثمر رساندن شیوه نقاشیش گردید. او نقاشی‌هایش را همانند دیگر نقاشان دارای نبوغ بر اساس ادراکات و برداشت‌های خود از طبیعت و زندگی کشیده‌است.
آوتیسیان از نقاشانی بود که به رنگ اهمیتی خاص می‌داد. زمینه‌های آثارش دارای رنگ‌های تند و زنده هستند. اومی گفت «به موزه ماتناداران در ایروان بروید و درآنجا کتب خطی خواهید یافت با روشنی درخشان و نوشته‌های خطی که با تمام شکوه و جلالشان با رنگ‌های پر طنین زرد، آبی، سبز … با زمینهٔ خود مفهوم می‌یابند». رنگ نقش بسیار مهمی در کارهای او دارد بسیاری از کارهای او از لحاظ بکارگیری رنگ‌های زنده و قوی قابل مقایسه با هیچ‌کدام از کارهای نقاشان ارمنی نبوده‌اند.
کوته سخنی، خویشتنداری و تفکر گرایی از مشخصات بارز این هنرمند بود. کیفیت دراماتیک کارهای او ادای احترام خاموشی است برای یادبود مردگان قتل‌عام ارامنه.
از مهم‌ترین کارهای این دوران(۱۹۶۵–۱۹۶۷) اثر"جاده-تجدید خاطرهٔ والدین من"و"جاده تر زور" بود که متأسفانه در اثر آتش‌سوزی گالریش در ایروان در اول ژانویه ۱۹۷۲ به همراه تعداد کثیری از کارهای با ارزش او که برای نمایشگاه انفرادیش تهیه کرده بود از بین رفت.

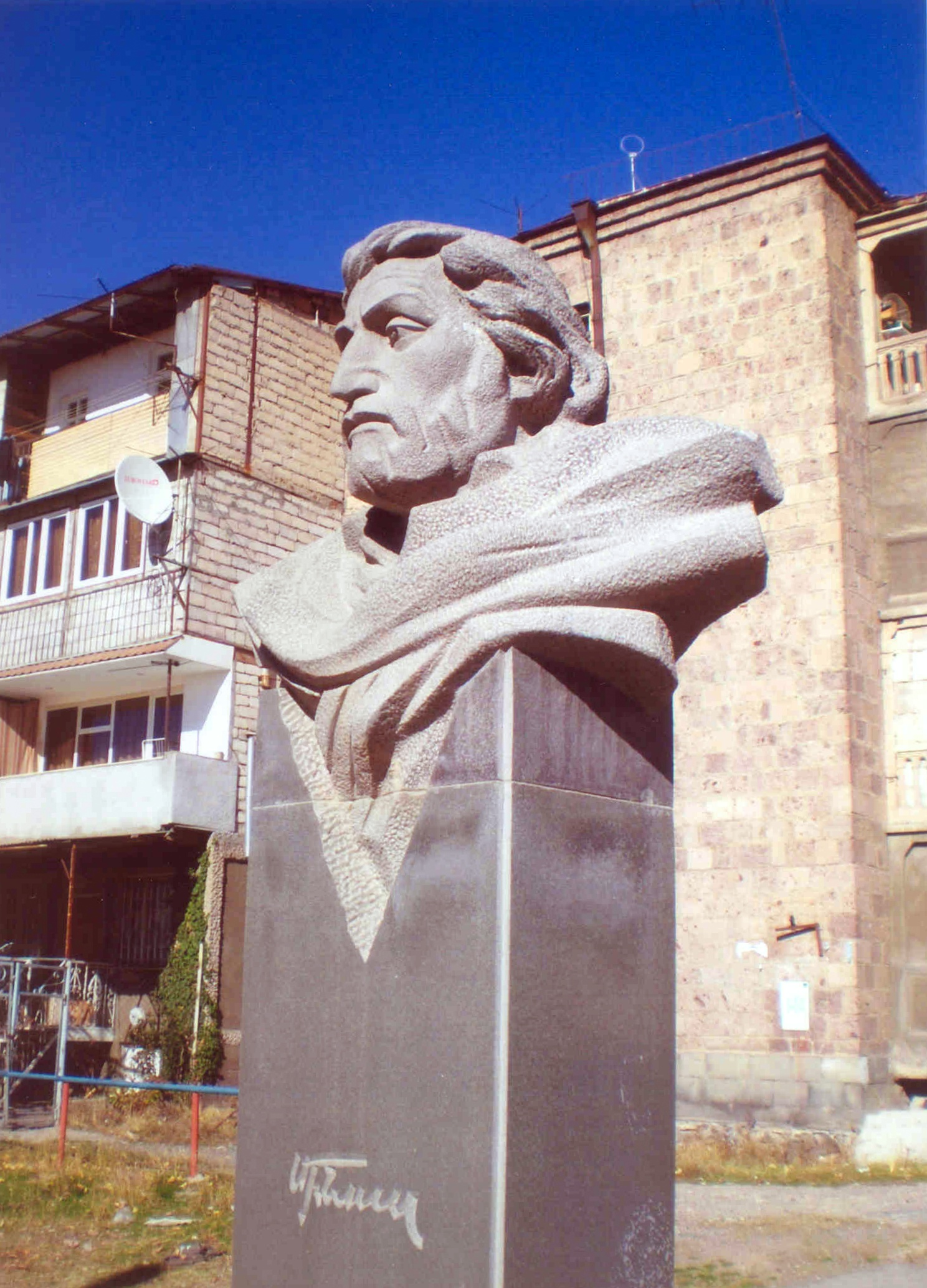
نیم‌تنه میناس آوتیسیان

تنها عکس‌های تعدادی از این کارها امروزه باقی مانده‌است.
آتش‌سوزی گالریش چنان او را متأثر کرد که تا مدتی باعث توقف فعالیت‌های هنریش گردید ولی او بعد از مدتی کوتاهی خود را بار دیگر غرق در آفرینش آثار نقاشی کرد و تابلوهای باارزش بیشماری را کشید که از جمله این آثار می‌توان به «مدیتیشن»(۱۹۷۲) و «پختن لواش»(۱۹۷۲) اشاره کرد.
میناس آوتیسیان در طول حیات هنری کوتاه مدت خود در بین سال‌های ۱۹۶۵–۱۹۷۵تعداد ۵۰۰ تابلوی کوچک و بزرگ و تقریباً به همان تعداد طراحی‌های با ارزش خلق کرد او ۲۰ نقاشی فرسک بزرگ و تعدادی کارهای طراحی برای صحنه‌های نمایش نیز تهیه کرده‌است.
در سال ۱۹۶۷ دولت ارمنستان به او عنوان «نقاش نامدار ملی» را اعطا کرد.
آوتیسیان ماردیروس ساریان را پدر روحانی خود می‌دانست. او وارث بحق کارهای ساریان و آثارش نمادی از نقاشی نوگرایی بود که بر پایهٔ ریشه‌های سنتی و ملی خود قد برمی‌افراشت. در حالی که رنگ در کارهای ساریان تابع نور خورشید بود در کارهای میناس تهییجی، احساساتی ودارای حاشیه‌های غم‌انگیز است و بطورکلی کارهای او حس اضطراب و تشویش انسان هم‌عصر خود را به تصویر کشیده و به کارهایش فطرتی دراماتیک و شاعرانه بخشیده‌است.
رنگ‌های تند میناس آوتیسیان متأثر از سطوح صخره‌ها و سنگ‌های روستای خود است که در اثر تابش آفتاب به نرمی سوخته‌اند، صخره‌هایی که بنظر می‌رسد جاودانگی اسرار آمیزی را بنمایش می‌گذارند.
هرکدام از کارهای میناس حکایتی است دوست داشتنی از آرزوها و امیدهای مردم سرزمین بومی خود با رنگ‌هایی تند که با هماهنگی خود زنده بودن و زندگی را می‌نمایانند.
در سال ۱۹۸۵ در روستای جاجور" موزهٔ میناس" افتتاح گردید. این موزه که در زلزلهٔ سال ۱۹۸۸ ویران شد، در سال ۲۰۰۵ با نمونه‌های کپی شدهٔ آثار او بار دیگر بازگشایی شد و در سال ۲۰۰۸ تعداد ۳۰ تابلوی معروف او در موزه به نمایش درآمد. دیگر آثار باقی ماندهٔ میناس در گالری‌های مختلفی از جمله "موزهٔ هنرهای معاصر ارمنستان"،"موزهٔ هنرهای کشورهای شرقی مسکو" و در کلکسیون‌های خصوصی کشورهای ارمنستان، لبنان، سوریه، فرانسه و آمریکا نگهداری می‌شود.

## مرگ
میناس آوتیسیان در سال ۱۹۷۵ در اثر سانحه تصادف با اتومبیل در شهر ایروان در گذشت. و در آرامستان مرکزی ایروان (توخماخ) به خاک سپرده شد.